# Jan Bang
Jan Bang, född 21 augusti 1968, är en norsk kompositör, musiker, sångare och musikproducent från Kristiansand.

## Diskografi i urval

### Album
- 1989 – Frozen Feelings
- 1992 – Imaginary Borders
- 1998 – Pop Killer
- 1999 – Smilets historie (med diverse artister)
- 2000 – Birthdate Wish (med diverse artister)
- 2001 – Going Nine Ways from Wednesday (med diverse artister)
- 2004 – Chiaroscuro (med Arve Henriksen och Audun Kleive)
- 2010 – ...And Poppies From Kandahar
- 2012 – Uncommon Deities (med Erik Honoré, David Sylvian, Arve Henriksen)

### Singlar/EP
- 1997 – "Love is my Ability"
- 1998 – "Makeover"
- 1998 – "Theme from Shower Show"

## Filmmusik i urval
- 2000 – Ballen i øyet